# Parti évangélique suisse
Le Parti évangélique suisse (PEV) (en allemand : Evangelische Volkspartei (EVP), en italien : Partito evangelico svizzero (PEV), en romanche : Partida evangelica da la Svizra (PEV)) est un parti politique suisse situé au centre de l'échiquier politique et de tendance social-conservatrice. Son actuelle présidente est Lilian Studer, ancienne conseillère nationale.

## Histoire
Le parti est fondé en 1919 sous le nom de Parti chrétien-protestant dans le canton de Zurich. En 1994, il prend son nom actuel.
En 2004, le parti s'est étendu en Suisse romande avec la création de la première section francophone dans le canton de Vaud.
Il s’est implanté dans 18 autres cantons : Argovie, Appenzell Rhodes-Extérieures, Bâle-Ville, Bâle-Campagne, Berne, Fribourg, Genève, Grisons, Jura, Lucerne, Neuchâtel, Schaffhouse, Schwyz, Soleure, St-Gall, Thurgovie, Vaud et Zurich.

## Mandats politiques

### Mandats fédéraux
En 1983, le parti obtient 2,1 % au Conseil national et trois sièges et les garde jusqu'en 1995 où il passe à deux sièges.
En 2003, il obtient à nouveau trois sièges (en Argovie, à Berne et à Zurich) et s'allie à l'Union démocratique fédérale pour créer un groupe à l'Assemblée fédérale. Le PEV perd un siège lors des élections fédérales de 2007 et se retrouve à nouveau avec deux députés, bien qu'il ait légèrement augmenté sa part électorale.
En 2019, lors des élections fédérales, le parti retrouve ses trois sièges au Conseil national. Les conseillers nationaux du parti se rattachent au Groupe du centre, regroupant les élus du Parti démocrate-chrétien et du Parti bourgeois-démocratique.

### Mandats cantonaux
Le PEV n'est pas représenté dans tous les parlements cantonaux mais compte 43 députés en 2022, répartis dans les cantons de Berne (9), Zurich (8), Argovie (6), Thurgovie (6), Bâle-Campagne (4), Bâle-Ville (3), Appenzell Rhodes-Extérieures (2), Saint-Gall (2), Schaffhouse (2) et Soleure (1). Son premier élu (2023) dans un gouvernement cantonal est Thomi Jourdan (Bâle-Campagne).

## Orientation politique
Le PEV est un parti centriste. La Confédération en bref 2018 le situe au centre-gauche, à la droite du Parti socialiste suisse et à la gauche des Vert'libéraux.
Il se définit comme conservateur mais non réactionnaire. Il est progressiste sur les questions environnementales ou économiques, mais conservateur sur les questions de société, opposé notamment à la dépénalisation de l'avortement et organisateur du référendum contre le partenariat enregistré pour les couples de même sexe. Toutefois, le 27 novembre 2016, la section zurichoise s'engage contre le référendum lancé par l'UDF afin d'interdire constitutionnellement, au niveau cantonal, le mariage pour tous. Au niveau fédéral, la députée Maja Ingold de Zurich vote tant pour l'adoption de l'enfant du partenaire que pour inscrire l'homophobie dans la norme pénale antiraciste au contraire de l'autre députée fédérale Marianne Streiff du canton de Berne (contre et respectivement excusée).
Lors des élections fédérales, il est parfois apparenté avec le Parti socialiste et les Verts. Durant la législature 2003-2007, les trois députés du Parti évangélique formaient un groupe parlementaire avec les deux députés de l'UDF (le parti de la droite chrétienne et conservatrice). Durant la législature de 2007 à 2011, les deux députés du PEV font partie du groupe centriste composé du Parti démocrate-chrétien et des Vert'libéraux. Dès 2011, il siège dans un groupe parlementaire exclusivement « chrétien » composé du Parti démocrate-chrétien (PDC), du Parti chrétien-social d'Obwald (PCS-OW) et du Parti évangélique (PEV).
En 2023, le PEV réussit à faire élire un Conseiller d'État à Bâle-Campagne, notamment avec le soutien des Verts. Les deux partis siègent au Parlement cantonal de Bâle-Campagne ensemble depuis 2015.

## Publications
Le parti édite un journal en allemand, Akzente, et un en français, Accents.

## Charte graphique
Jusqu'en 1999, le parti utilisait alternativement sur sa propagande électorale et les bulletins de vote le sigle PEP (Parti Évangélique Populaire) pour ne prendre que les trois lettres PEV dès 1999. Le logo de 1999 à 2014 était composé d'un coq jaune, symbole que l'on retrouve sur les girouettes au sommet des clochers de beaucoup de temples protestants avec les trois lettres PEV en bleu. Le 21 octobre 2014, le parti annonce une nouvelle charte graphique, principalement l'ajout d'un cercle jaune ,.

1999-2014
dès 2014

## Résultats électoraux

### Élections au Conseil national
| Année | Votes  | Votes | Députés | Rang |
| Année | Voix   | %     | Députés | Rang |
| ----- | ------ | ----- | ------- | ---- |
| 1995  | 34 071 | 1,79  | 2 / 200 | 10e  |
| 1999  | 35 679 | 1,83  | 3 / 200 | 8e   |
| 2003  | 47 838 | 2,28  | 3 / 200 | 6e   |
| 2007  | 56 361 | 2,42  | 2 / 200 | 6e   |
| 2011  | 48 789 | 2,00  | 2 / 200 | 8e   |
| 2015  | 47 355 | 1,90  | 2 / 200 | 8e   |
| 2019  | 50 317 | 2,08  | 3 / 200 | 8e   |
| 2023  | 49 828 | 1,95  | 2 / 200 | 7e   |